# Уртиль
Уртиль (таб. Уртӏил) — село в Хивском районе республики Дагестан. Входит в состав Ляхлинского сельского поселения.

## География
Село расположено в 14 км к северо-западу от райцентра с. Хив.

## Население
| 1895 | 1926 | 1939 | 1970 | 1989 | 2002 | 2010 |
| ---- | ---- | ---- | ---- | ---- | ---- | ---- |
| 84   | ↗136 | ↗151 | ↗212 | ↘169 | ↘149 | ↗158 |
| 2021 |      |      |      |      |      |      |
| ↘142 |      |      |      |      |      |      |